# Ernst Ranke

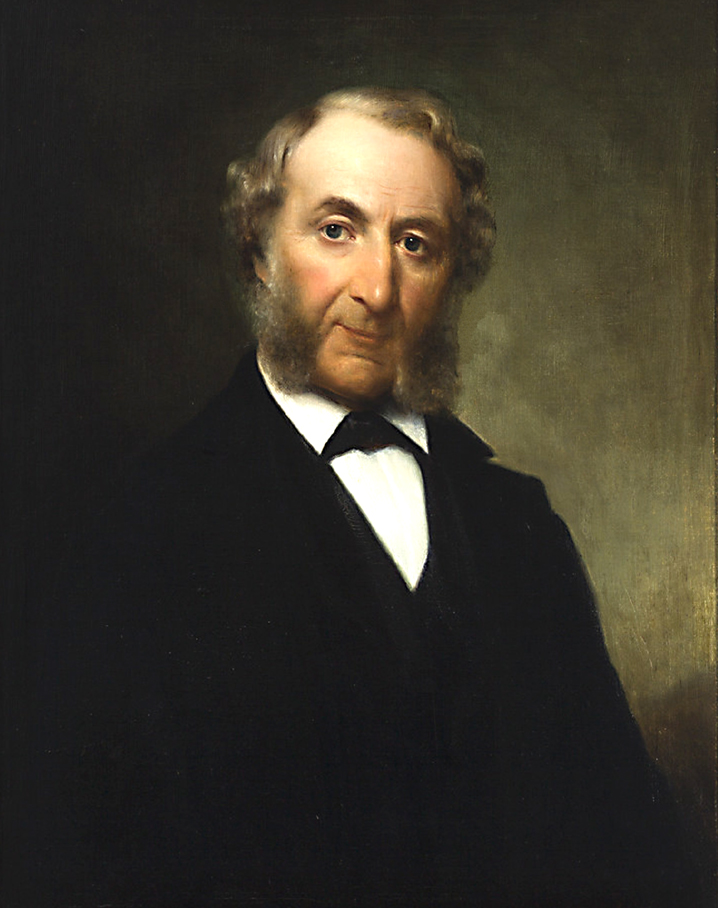
Ernst Ranke 1881

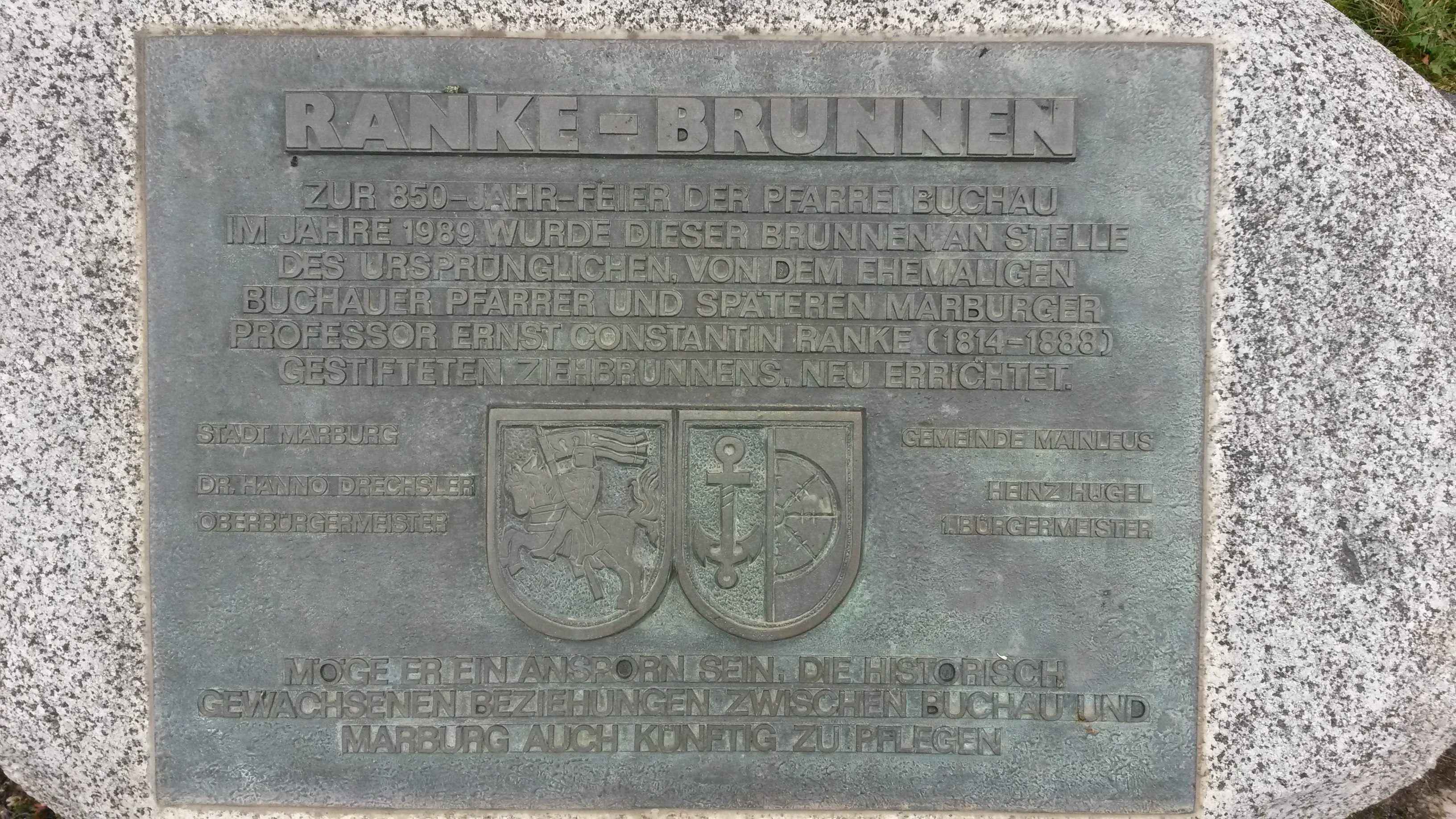
Ranke-Brunnen in Buchau

Ernst Constantin Ranke (* 10. September 1814 in Wiehe; † 30. Juli 1888 in Bertrich) war ein deutscher evangelischer Theologe.

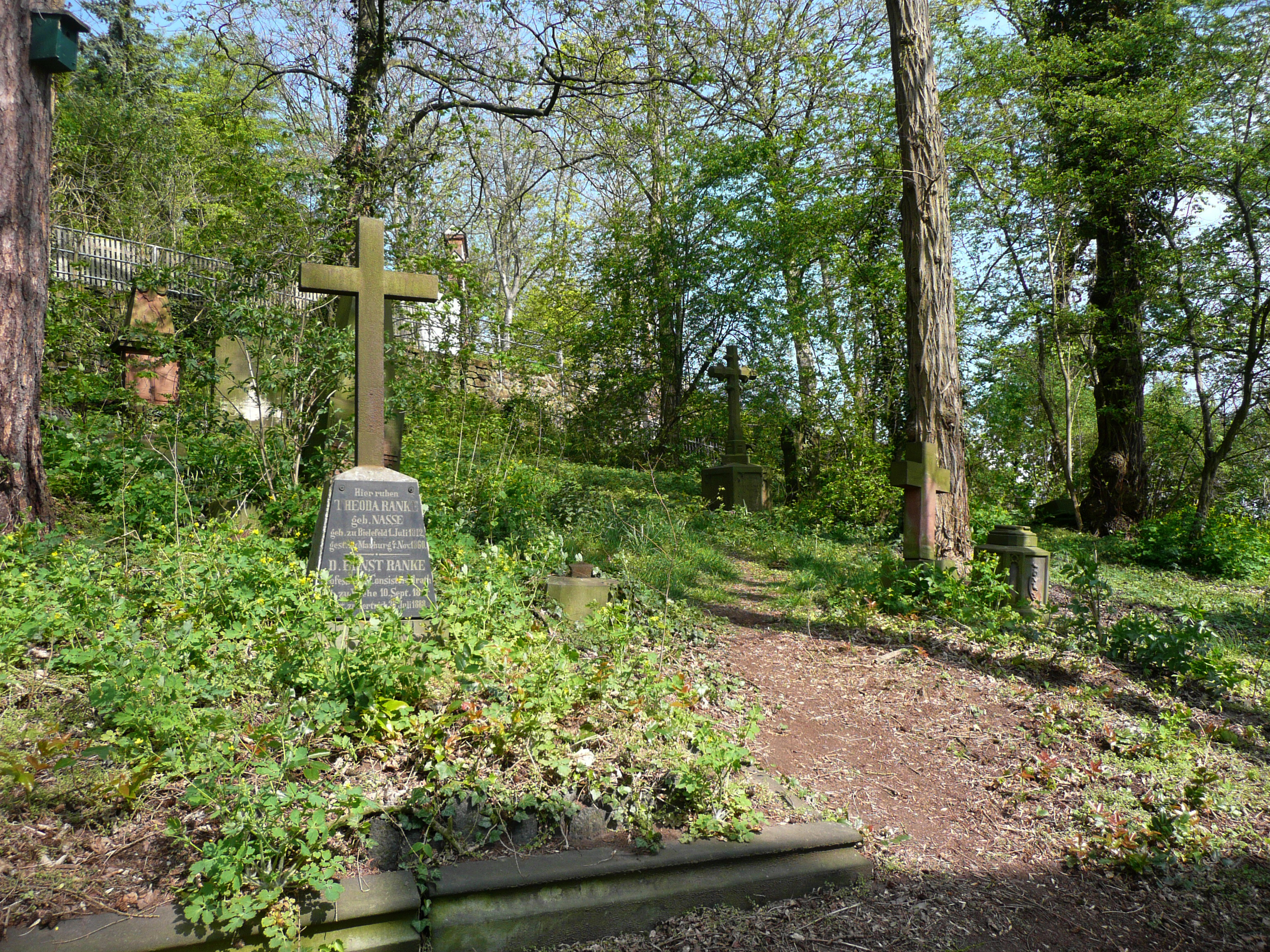
Grab der Eheleute Ranke in Marburg

## Familie
Ernst Ranke wurde als jüngster Sohn des Rechtsanwalts Gottlieb Israel Ranke (1762–1836) und seiner Frau Friederike, geb. Lehmicke (1776–1836) geboren. Er war der Bruder des Historikers Leopold von Ranke (1795–1886), des Theologen Friedrich Heinrich Ranke (1798–1876) und des Philologen Karl Ferdinand Ranke (1802–1876). Seine Neffen waren der Physiologe und Anthropologe Johannes Ranke und der 1891 geadelte Mediziner Heinrich von Ranke.
Ranke heiratete 1842 Theoda Nasse (1812–1860), Tochter von Professor Christian Friedrich Nasse (1778–1851). Das Ehepaar Ranke hatte vier Kinder: Henriette (Etta) (1843–1939), die den Mediziner Eduard Hitzig heiratete und die Biografie ihres Vaters herausgab, Selma (1844–1943), die den Chemiker Georg Ludwig Carius heiratete, Linda (1848–1891) und Werner (1852–1852).
Das Grab der Eheleute Ranke befindet sich in Marburg auf dem Friedhof der Sankt-Michaels-Kapelle.

## Leben
Ernst Ranke erwarb 1834 das Reifezeugnis, war zuletzt Primus Omnium. Dann studierte er in Leipzig, Berlin und Bonn und war zuerst ab 1840 Pfarrer in Buchau bei Thurnau im heutigen Oberfranken. Sein theologischer Standpunkt war der eines milden erwecklichen Luthertums. Seit 1850 wirkte er als Professor für Kirchengeschichte und neutestamentliche Exegese an der Universität Marburg. 1858 wurde er zum kurhessischen Konsistorialrat ernannt. 1865/66 amtierte er als Rektor der Universität. Zu seinen engsten Freunden zählte der konservative Politiker Hans Hugo von Kleist-Retzow.

## Werke
Ernst Ranke hat sich durch Herausgabe wichtiger Fragmente der Itala (2 Bände, Marburg 1856–58), durch lateinische Gedichte, besonders aber durch seine kritisch-liturgischen Werke bekannt gemacht. Dazu gehören:
- Das kirchliche Perikopensystem, Berlin 1847
- Kritische Zusammenstellung der innerhalb der evangelischen Kirche Deutschlands eingeführten neuen Perikopenkreise, Berlin 1850
- Fragmenta versionis Latinae antehieronymianae prophetarum Hoseae, Amosi, Michae (Aliorum) e codice (Fuldensi) (manuscripto) eruit, adnotationibus criticis / instruxit Ernestus Ranke, Marburg : Kochil Augusti,Typis et sumtibus ioannis, 1858.
- Der Fortbestand des herkömmlichen Perikopenkreises, Gotha 1859
- Das Marburger Gesangbuch von 1549, Marburg 1862

Weitere veröffentlichte Werke:
- Specimen codices Novi Testamenti Fuldensis, Marburg 1860
- Codex Fuldensis, Marburg 1868

Zum 600. Jahrestag der Einweihung der Elisabethkirche in Marburg gab Ranke heraus: Chorgesänge zum Preis der heiligen Elisabeth aus mittelalterlichen Antiphonarien (2 Hefte, Leipzig 1883–84). Als Dichter trat er auf mit einer metrischen Übersetzung des Buches Tobias (Bayreuth 1847); daneben schrieb er sowohl deutsch- als auch lateinischsprachige Gelegenheitsdichtung, darunter u. a.:
- Gedichte, dem Vaterland gewidmet, Erlangen 1848
- An das deutsche Volk. Ein Zuruf, Erlangen 1848
- Carmina academica, Marburg 1866
- Ad collegas. Carmem feriaticum. Photographis singulorum imaginibus illustratum, Marburg 1871.
- Lieder aus großer Zeit, Marburg 1872; 2. Auflage 1875
- Horae lyricae, Wien 1874
- Die Schlacht im Teutoburger Walde, Marburg 1875; 2. Auflage 1876
- Rhythmica, Wien 1881

Als Festgabe zum 90. Geburtstag seines Bruders Leopold schrieb Ernst Ranke: Zur Verurteilung Wielands. Ein kritischer Versuch, Marburg 1885.